# Championnat d'Uruguay de football 2023
Navigation
Édition précédente Édition suivante
La saison 2023 du Championnat d'Uruguay de football est la cent-vingtième édition du championnat de première division en Uruguay. Les seize meilleurs clubs du pays s'affrontent lors de trois tournois saisonniers, Ouverture, Intermédiaire et Clôture. Les vainqueurs des tournois Ouverture et Clôture se qualifient pour la phase finale pour déterminer le champion d'Uruguay. La relégation est déterminée par un classement de la moyenne des points cumulée des deux dernières saisons.
Le Club Nacional de Football est le tenant du titre.

## Organisation
Après les saisons 2020 et 2021 perturbées par la pandémie de Covid-19, le tournoi intermédiaire refait son apparition.
Le championnat se déroule en quatre temps distincts : le tournoi d'ouverture, le tournoi intermédiaire, le tournoi de fermeture et la phase finale.
Lors du tournoi d'ouverture les équipes se rencontrent une fois, soit 15 journées. Le vainqueur se qualifie pour la demi finale de la phase finale pour y rencontrer le vainqueur du tournoi de fermeture. Si le vainqueur du tournoi d'ouverture ne parvient pas à se qualifier pour la Copa Libertadores en fin de saison, il sera automatiquement qualifié pour la Copa Sudamericana.
Lors du tournoi intermédiaire, les équipes sont divisées en deux groupes de huit et se rencontrent une fois, soit 7 journées.
Lors du tournoi de fermeture les équipes se rencontrent une fois, soit 15 journées. Le vainqueur se qualifie pour la demi finale de la phase finale pour y rencontrer le vainqueur du tournoi d'ouverture. Si le vainqueur du tournoi de fermeture ne parvient pas à se qualifier pour la Copa Libertadores en fin de saison, il sera automatiquement qualifié pour la Copa Sudamericana.
La phase finale commence avec une demi finale entre les deux vainqueurs des tournois d'ouverture et de fermeture. Le vainqueur sera opposé en finale au club à la première place du classement cumulé (ce classement est établi avec tous les résultats de la saison comprenant le tournoi d'ouverture, le tournoi intermédiaire et le tournoi de fermeture).

## Qualifications continentales
Le champion d'Uruguay, finaliste vainqueur de la phase finale, est qualifié pour la Copa Libertadores 2024. Le finaliste perdant où le vice champion du classement cumulé si la finale n'a pas été disputée, accompagne le champion en Copa Libertadores.
Les deux clubs les mieux classés au classement cumulé, autres que le champion et le vice-champion, se qualifient pour la phase de qualification de la Copa Libertadores 2024.
Les quatre clubs non qualifiés pour la Copa Libertadores, les mieux placés au classement cumulé, obtiennent une place pour la Copa Sudamericana 2024. 

## Les clubs participants
| Club                             | Entraîneur           | Ville                  | Stade                                                   | Capacité |
| -------------------------------- | -------------------- | ---------------------- | ------------------------------------------------------- | -------- |
| Club Atlético Boston River       | Daniel Farías        | Montevideo             | Stade Juan Antonio Lavalleja                            | 7 000    |
| Centro Atlético Fénix            | Sergio Damián Santín | Montevideo             | Estadio Parque Capurro                                  | 5 500    |
| Liverpool Fútbol Club            | Jorge Bava           | Montevideo             | Estadio Belvedere                                       | 8 384    |
| Montevideo Wanderers Fútbol Club | Sergio Blanco        | Montevideo             | Parque Alfredo Víctor Viera                             | 15 000   |
| Club Nacional de Football        | Ricardo Zielinski    | Montevideo             | Estadio Gran Parque Central                             | 34 000   |
| Club Atlético Peñarol            | Alfredo Arias        | Montevideo             | Estadio Campeón del Siglo                               | 40 000   |
| Club Atlético River Plate        | Gustavo Díaz         | Montevideo             | Parque Federico Omar Saroldi                            | 6 000    |
| Plaza Colonia                    | Nicolás Vigneri      | Colonia del Sacramento | Parque Cincuentenario Juan G. Prandi                    | 4 500    |
| Cerro Largo Fútbol Club          | Eduardo Espinel      | Melo                   | Stade Empleados del Comercio                            | 6 000    |
| Montevideo City Torque           | Ignacio Ithurralde   | Montevideo             | Stade Centenario                                        | 60 235   |
| Club Deportivo Maldonado         | Fabián Coito         | Maldonado              | Stade Domingo Burgueño Miguel                           | 17 172   |
| Danubio Fútbol Club              | Esteban Conde        | Montevideo             | Stade Jardines del Hipódromo María Mincheff de Lazaroff | 18 000   |
| Defensor Sporting Club           | Marcelo Méndez Russo | Montevideo             | Stade Luis Franzini                                     | 16 000   |
| La Luz Fútbol Club               | Julio César Fuentes  | Montevideo             | Estadio Municipal Parque Liebig's                       | 6 000    |
| Racing Club de Montevideo        | Gustavo Fermani      | Montevideo             | Estadio Parque Palermo                                  | 4 072    |
| Club Atlético Cerro              | Danielo Núñez        | Montevideo             | Estadio Luis Tróccoli                                   | 25 000   |

## Compétition

### Tournoi d'ouverture
| Rang | Équipe                 | Pts | J  | G  | N | P | Bp | Bc | Diff |
| ---- | ---------------------- | --- | -- | -- | - | - | -- | -- | ---- |
| 1    | Peñarol                | 34  | 15 | 10 | 4 | 1 | 25 | 11 | +14  |
| 2    | Nacional T             | 29  | 15 | 8  | 5 | 2 | 28 | 11 | +17  |
| 3    | Defensor SC            | 25  | 15 | 6  | 7 | 2 | 27 | 14 | +13  |
| 4    | Cerro Largo            | 25  | 15 | 6  | 7 | 2 | 13 | 10 | +3   |
| 5    | Montevideo Wanderers   | 23  | 15 | 6  | 5 | 4 | 16 | 12 | +4   |
| 6    | Liverpool              | 20  | 15 | 6  | 5 | 4 | 24 | 19 | +5   |
| 7    | CA River Plate         | 20  | 15 | 5  | 5 | 5 | 17 | 19 | -2   |
| 8    | Deportivo Maldonado    | 20  | 15 | 5  | 5 | 5 | 18 | 23 | -5   |
| 9    | La Luz P               | 18  | 15 | 5  | 4 | 6 | 23 | 27 | -4   |
| 10   | Cerro P                | 16  | 15 | 3  | 7 | 5 | 13 | 16 | -3   |
| 11   | Montevideo City Torque | 16  | 15 | 3  | 5 | 7 | 15 | 24 | -9   |
| 12   | Plaza Colonia          | 16  | 15 | 4  | 4 | 7 | 15 | 25 | -10  |
| 13   | Danubio                | 15  | 15 | 3  | 6 | 6 | 20 | 19 | +1   |
| 14   | Racing Club P          | 15  | 15 | 3  | 6 | 6 | 13 | 17 | -4   |
| 15   | Boston River           | 15  | 15 | 2  | 6 | 7 | 15 | 23 | -8   |
| 16   | Fénix                  | 12  | 15 | 3  | 3 | 9 | 11 | 23 | -12  |

|  | Qualification pour la Phase finale            |
|  | T : Tenant du titre P : Promu de Segunda Liga |

### Tournoi intermédiaire
Les clubs classés à une position impaire du classement du tournoi d'ouverture sont placés dans un groupe, et les clubs d'une position paire dans un autre groupe.

#### Groupe A
| Rang | Équipe                 | Pts | J | G | N | P | Bp | Bc | Diff |
| ---- | ---------------------- | --- | - | - | - | - | -- | -- | ---- |
| 1    | Defensor SC            | 14  | 7 | 4 | 2 | 1 | 11 | 5  | +6   |
| 2    | Montevideo Wanderers   | 12  | 7 | 3 | 3 | 1 | 10 | 6  | +4   |
| 3    | Danubio                | 11  | 7 | 3 | 2 | 2 | 6  | 4  | +2   |
| 4    | Peñarol                | 10  | 7 | 3 | 1 | 3 | 9  | 9  | 0    |
| 5    | Boston River           | 9   | 7 | 3 | 0 | 4 | 8  | 7  | +1   |
| 6    | CA River Plate         | 9   | 7 | 2 | 3 | 2 | 5  | 7  | -2   |
| 7    | Montevideo City Torque | 8   | 7 | 2 | 2 | 3 | 8  | 8  | 0    |
| 8    | La Luz P               | 4   | 7 | 1 | 1 | 5 | 6  | 17 | -11  |

|  | Qualification pour la finale intermédiaire    |
|  | T : Tenant du titre P : Promu de Segunda Liga |

#### Groupe B
| Rang | Équipe              | Pts | J | G | N | P | Bp | Bc | Diff |
| ---- | ------------------- | --- | - | - | - | - | -- | -- | ---- |
| 1    | Liverpool           | 16  | 7 | 5 | 1 | 1 | 15 | 8  | +7   |
| 2    | Cerro P             | 12  | 7 | 3 | 3 | 1 | 6  | 4  | +2   |
| 3    | Nacional T          | 11  | 7 | 3 | 2 | 2 | 12 | 8  | +4   |
| 4    | Racing Club P       | 10  | 7 | 3 | 1 | 3 | 12 | 12 | 0    |
| 5    | Fénix               | 9   | 7 | 2 | 3 | 2 | 7  | 5  | +2   |
| 6    | Cerro Largo         | 8   | 7 | 2 | 2 | 3 | 8  | 9  | -1   |
| 7    | Deportivo Maldonado | 5   | 7 | 1 | 2 | 4 | 7  | 13 | -6   |
| 8    | Plaza Colonia       | 4   | 7 | 0 | 4 | 3 | 9  | 17 | -8   |

|  | Qualification pour la finale intermédiaire    |
|  | T : Tenant du titre P : Promu de Segunda Liga |

#### Finale
| Finale du tournoi intermédiaire | Liverpool | 1 - 0 | Defensor SC | Stade Alfredo-Víctor-Viera |                     |
| 30 juillet 2023                 |           | (-)   |             | Spectateurs : 5 472        | Spectateurs : 5 472 |

### Tournoi de clôture
| Rang | Équipe                 | Pts | J  | G  | N | P | Bp | Bc | Diff |
| ---- | ---------------------- | --- | -- | -- | - | - | -- | -- | ---- |
| 1    | Liverpool              | 35  | 15 | 11 | 2 | 2 | 23 | 8  | +15  |
| 2    | Peñarol                | 25  | 15 | 6  | 7 | 2 | 19 | 13 | +6   |
| 3    | Racing Club P          | 25  | 15 | 7  | 4 | 4 | 16 | 13 | +3   |
| 4    | Nacional T             | 24  | 15 | 6  | 6 | 3 | 20 | 17 | +3   |
| 5    | Danubio                | 22  | 15 | 6  | 4 | 5 | 15 | 14 | +1   |
| 6    | Defensor SC            | 21  | 15 | 6  | 3 | 6 | 19 | 13 | +6   |
| 7    | Montevideo City Torque | 21  | 15 | 6  | 3 | 6 | 21 | 20 | +1   |
| 8    | Boston River           | 20  | 15 | 6  | 2 | 7 | 17 | 16 | +1   |
| 9    | Plaza Colonia          | 19  | 15 | 4  | 7 | 4 | 13 | 15 | -2   |
| 10   | CA River Plate         | 19  | 15 | 5  | 4 | 6 | 9  | 14 | -5   |
| 11   | Deportivo Maldonado    | 18  | 15 | 5  | 3 | 7 | 14 | 19 | -5   |
| 12   | Cerro Largo            | 17  | 15 | 3  | 5 | 7 | 14 | 17 | -3   |
| 13   | Fénix                  | 16  | 15 | 3  | 7 | 5 | 11 | 15 | -4   |
| 14   | Cerro P                | 15  | 15 | 3  | 6 | 6 | 12 | 15 | -3   |
| 15   | Montevideo Wanderers   | 15  | 15 | 4  | 3 | 8 | 13 | 21 | -8   |
| 16   | La Luz P               | 13  | 15 | 3  | 4 | 8 | 13 | 18 | -5   |

|  | Qualification pour la Phase finale            |
|  | T : Tenant du titre P : Promu de Segunda Liga |

### Phase finale
La demi-finale oppose le vainqueur du tournoi d'ouverture et le vainqueur de celui de fermeture. Le vainqueur joue ensuite contre le premier du classement cumulé pour le titre de champion d'Uruguay.
|  | Demi-finales        | Demi-finales | Demi-finales | Demi-finales |                       |           | Finale | Finale | Finale | Finale |
|  |                     |              |              |              |                       |           |        |        |        |        |
|  | 9 décembre 2023     |              |              |              |                       |           |        |        |        |        |
|  | Vainqueur Ouverture | Peñarol      | 1 ap         | 1 ap         |                       |           |        |        |        |        |
|  | Vainqueur Ouverture | Peñarol      | 1 ap         | 1 ap         |                       |           |        |        |        |        |
|  | Vainqueur Clôture   | Liverpool    | 0            | 0            |                       |           |        |        |        |        |
|  | Vainqueur Clôture   | Liverpool    | 0            | 0            | 1er classement cumulé | Liverpool | 2      | 1      |        |        |
|  |                     |              |              |              | 1er classement cumulé | Liverpool | 2      | 1      |        |        |
|  |                     |              | finaliste    | Peñarol      | 0                     | 0         |        |        |        |        |
|  |                     |              |              |              | 0                     | 0         |        |        |        |        |
|  |                     |              |              |              |                       |           |        |        |        |        |
|  |                     |              |              |              |                       |           |        |        |        |        |
|  |                     |              |              |              |                       |           |        |        |        |        |

| Demi-finale           | Liverpool | 0-1 ap | Peñarol             | Stade Centenario, Montevideo |                              |
| 9 décembre 2023 19:30 |           | (0-0)  | 120e Abel Hernández | Arbitrage : Mathías de Armas | Arbitrage : Mathías de Armas |

---
| Finale 1               | Liverpool                                 | 2-0   | Peñarol | Estadio Belvedere, Montevideo |                              |
| 13 décembre 2023 17:00 | Thiago Vecino 70e · Rubén Bentancourt 81e | (0-0) |         | Arbitrage : Esteban Ostojich  | Arbitrage : Esteban Ostojich |

| Finale 2               | Peñarol | 0-1   | Liverpool             | Estadio Campeón del Siglo, Montevideo |                            |
| 16 décembre 2023 19:00 |         | (0-1) | 26e Rubén Bentancourt | Arbitrage : Andrés Matonte            | Arbitrage : Andrés Matonte |

## Classement cumulé
| Rang | Équipe                 | Pts | J  | G  | N  | P  | Bp | Bc | Diff |
| ---- | ---------------------- | --- | -- | -- | -- | -- | -- | -- | ---- |
| 1    | Liverpool              | 74  | 37 | 22 | 8  | 7  | 62 | 35 | +27  |
| 2    | Peñarol                | 69  | 37 | 19 | 12 | 6  | 53 | 33 | +20  |
| 3    | Nacional T             | 64  | 37 | 17 | 13 | 7  | 60 | 36 | +24  |
| 4    | Defensor SC            | 60  | 37 | 16 | 12 | 9  | 57 | 32 | +25  |
| 5    | Montevideo Wanderers   | 50  | 37 | 13 | 11 | 13 | 39 | 39 | 0    |
| 6    | Racing Club P          | 50  | 37 | 13 | 11 | 13 | 41 | 42 | -1   |
| 7    | Cerro Largo            | 50  | 37 | 12 | 14 | 11 | 35 | 36 | -1   |
| 8    | Danubio                | 48  | 37 | 12 | 12 | 13 | 41 | 37 | +4   |
| 9    | CA River Plate         | 48  | 37 | 12 | 12 | 13 | 31 | 40 | -9   |
| 10   | Montevideo City Torque | 45  | 37 | 11 | 10 | 16 | 44 | 52 | -8   |
| 11   | Cerro P                | 43  | 37 | 9  | 16 | 12 | 31 | 35 | -4   |
| 12   | Deportivo Maldonado    | 43  | 37 | 11 | 10 | 16 | 39 | 55 | -16  |
| 13   | Boston River           | 41  | 37 | 11 | 8  | 18 | 40 | 46 | -6   |
| 14   | Plaza Colonia          | 39  | 37 | 8  | 15 | 14 | 37 | 57 | -20  |
| 15   | Fénix                  | 37  | 37 | 8  | 13 | 16 | 29 | 43 | -14  |
| 16   | La Luz P               | 35  | 37 | 9  | 9  | 19 | 42 | 63 | -21  |

|  | Qualification pour la Copa Libertadores 2024                              |
|  | Qualification pour la phase de qualification de la Copa Libertadores 2024 |
|  | Qualification pour la Copa Sudamericana 2024                              |
|  | Relégation en Segunda Liga                                                |
|  | T : Tenant du titre P : Promu de Segunda Liga                             |

- La relégation est calculée d'après les points obtenus les deux dernières saisons.

## Bilan de la saison
| Championnat d'Uruguay de football 2023 |                        |
| Champion                               | Liverpool (1er titre)  |
| Qualifications continentales           |                        |
| Copa Libertadores 2024                 | Liverpool              |
| Copa Libertadores 2024                 | Peñarol                |
| Copa Libertadores 2024                 | Nacional               |
| Copa Libertadores 2024                 | Defensor SC            |
| Copa Sudamericana 2024                 | Montevideo Wanderers   |
| Copa Sudamericana 2024                 | Racing Club            |
| Copa Sudamericana 2024                 | Cerro Largo            |
| Copa Sudamericana 2024                 | Danubio                |
| Promotions et relégations              |                        |
| Promus en Primera División             | Miramar Misiones       |
| Promus en Primera División             | Progreso               |
| Relégués en Primera B                  | Montevideo City Torque |
| Relégués en Primera B                  | Plaza Colonia          |
| Relégués en Primera B                  | La Luz                 |